# Садове (Білогірський район)
Садо́ве (до 1954 року — Ново-Царицине, раніше — Токма́й, крим. Toqmay) — село Білогірського району Автономної Республіки Крим.

## Населення
За переписом населення 2001 року в селі мешкали 3 224 особи.

### Мова
Розподіл населення за рідною мовою за даними перепису 2001 року:
| Мова              | Відсоток |
| ----------------- | -------- |
| російська         | 60,88 %  |
| кримськотатарська | 22,23 %  |
| українська        | 7,83 %   |
| грецька           | 6,29 %   |
| білоруська        | 0,43 %   |
| вірменська        | 0,03 %   |
| польська          | 0,03 %   |